# Eva Vítečková
Eva Vítečková (26 de janeiro de 1982) é uma basquetebolista profissional checa.

## Carreira
Eva Vítečková integrou a Seleção Checa de Basquetebol Feminino, em Londres 2012, que terminou na sétima colocação.